# St. Petrus in Ketten (Weiskirchen)

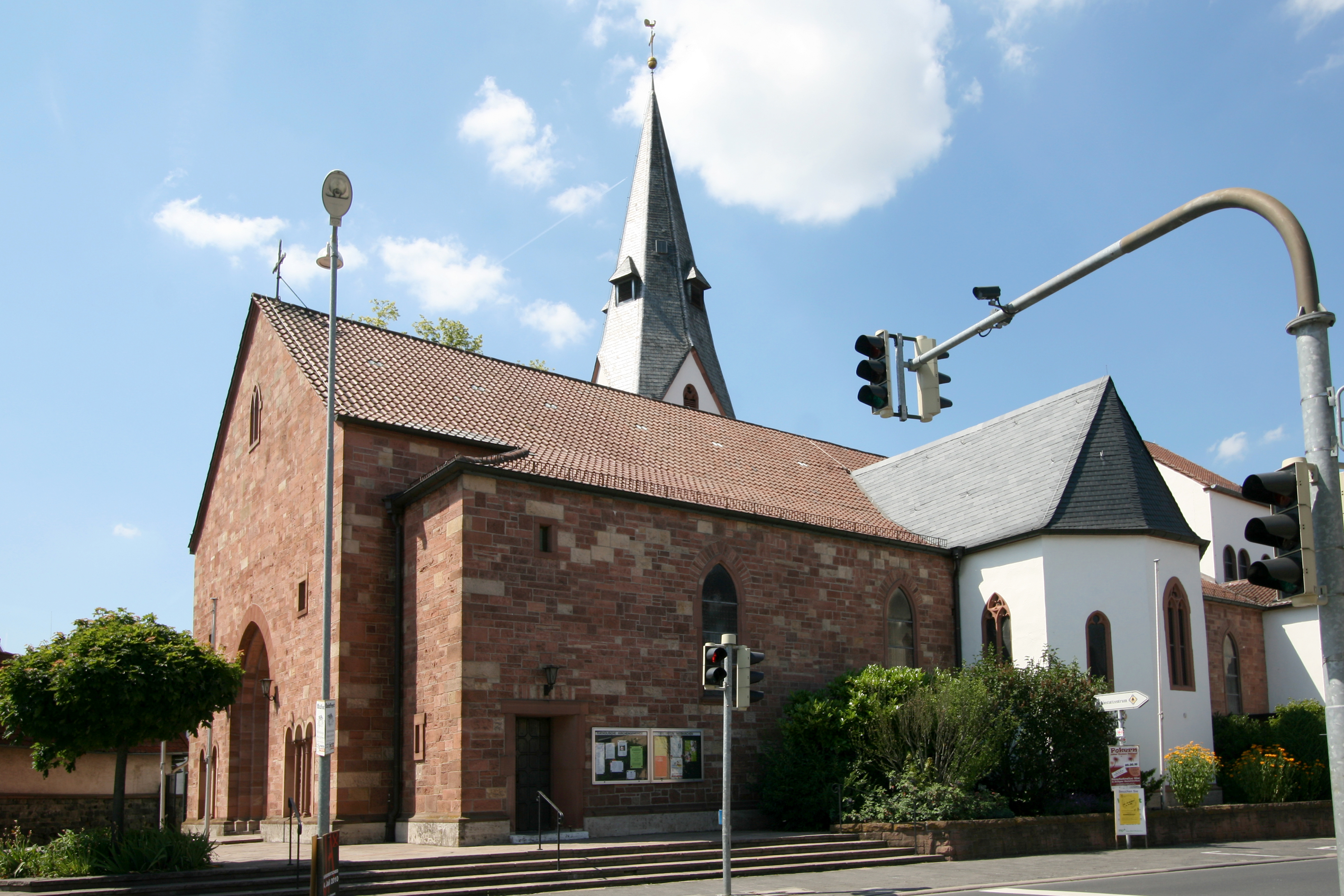
Die katholische Pfarrkirche St. Petrus in Ketten, von der Hauptstraße aus gesehen

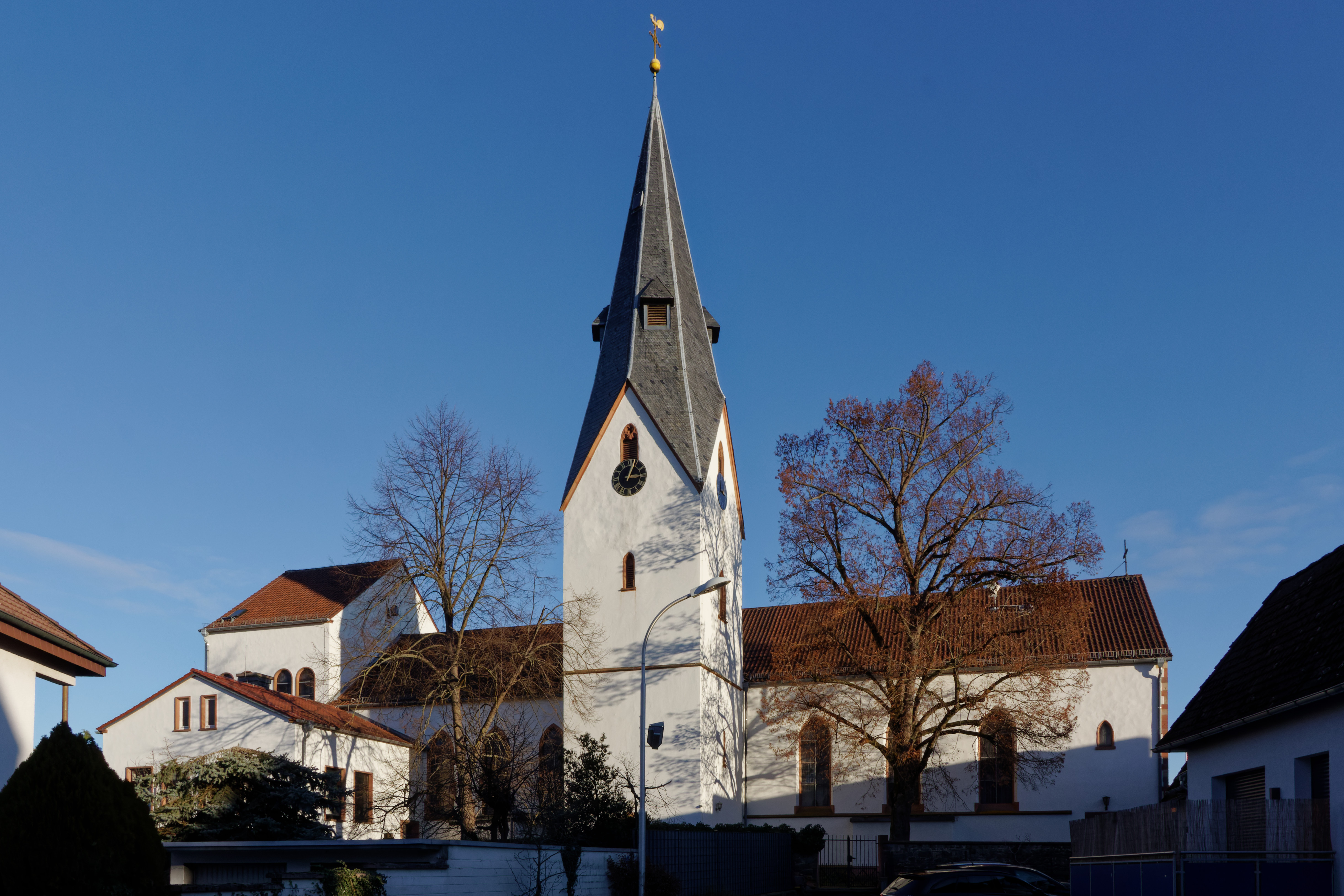
Ansicht der Kirche von Westen

Die katholische Pfarrkirche St. Petrus in Ketten ist ein unter Denkmalschutz stehendes Kirchengebäude im Rodgauer Stadtteil Weiskirchen, das zum Pastoralraum Rodgau-Rödermark der Region Mainlinie im Bistum Mainz gehört. Sie steht unter dem Patrozinium des heiligen Petrus und gilt als ein Wahrzeichen Weiskirchens.

## Geschichte

### Kirchengründung und erste urkundliche Erwähnung
Die Pfarrgemeinde Weiskirchen ist eine der ältesten Pfarreien im Main-Rodau-Raum. Der erste Kirchenbau muss spätestens in karolingischer Zeit entstanden sein; davon zeugt ein karolingischer Türbogen am Kirchturm. Es wird jedoch angenommen, dass die erste Kirchengründung in Weiskirchen bereits früher zur Zeit des merowingischen Frankenreichs erfolgte. Darauf deuten das Patrozinium St. Petri in Ketten sowie Funde von Gefäßresten während einer 1984 vorgenommenen archäologischen Notgrabung hin. Unterstützt wird diese Hypothese zudem durch die Tatsache, dass es sich bei der Weiskirchener Kirche um eine Eigenkirche mit weltlichem Patronatsrecht handelte. Die ältesten bekannten Besitzer der Kirche waren die Herren von Hagen-Münzenberg. 1256 ging das Patronatsrecht infolge der Münzenberger Erbschaft auf die Grafen von Hanau über.
Zum ersten Mal erwähnt wird Weiskirchen und damit auch die Kirche 1215 in einer Schenkungsaufstellung an die Kirche in Patershausen. Hartlieb von Weiskirchen schenkte Grundbesitz an diese Kirche, aus der später das Kloster Patershausen hervorging. In der ersten Erwähnung Rembrückens 1268 wird bezeugt, dass dieser Hartlieb in der Klosterkirche begraben wurde.
In einer Urkunde aus dem Jahr 1287 wird neben dem Schultheiß des Ortes auch ein Kantor erwähnt Nur wenige Kirchen verfügten damals bereits über einen eigenen Kantor. In der Urkunde wird die Kirche als Wichenkirche bezeichnet, was „die Altehrwürdige“ bedeutet. Von der Bedeutung der alten Kirche zeugen Prozessionen der Gemeinden Heusenstamm, Nieder-Roden und Steinheim, die nach Weiskirchen führten. Im Mittelalter war die Pfarrei Sitz des Erzpriesters des Landeskapitels Rodgau, das sich von Offenbach bis in den Spessart erstreckte. Filialgemeinden der Pfarrei Weiskirchen waren seit dem frühen Mittelalter die Orte Hainhausen und Rembrücken, ab 1477 auch Jügesheim.

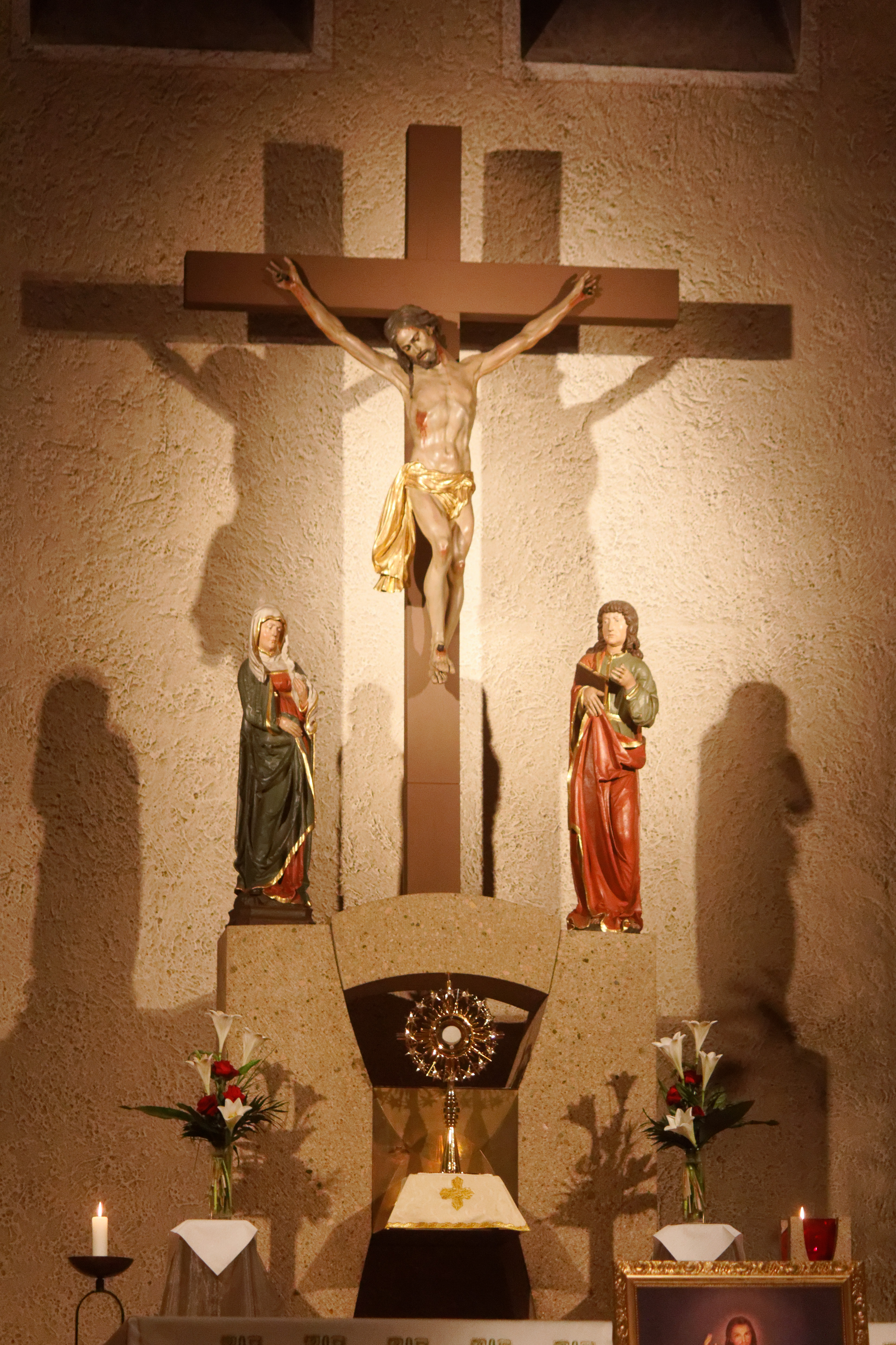
Kreuzigungsgruppe aus dem Jahr 1496

Der Kirchturm wurde 1417 fertiggestellt; diese Jahreszahl ist über dem Eingang des Turms eingemeißelt. Das alte Kirchenschiff wurde 1491 um einen Chor erweitert. Weihbischof Erhard von Redwitz weihte 1496 einen neuen Altar. Erhalten geblieben sind aus dieser Zeit die Grundmauern des Langhauses, die gewölbte Halle des Turms und der „alte Chor“ mit Drei-Achtel-Schluss. Auch ein Teil der mittelalterlichen Kirchhofmauer ist erhalten.

### Reformation, Krieg und napoleonische Zeit
Mit Einsetzen der Reformation traten auch die Grafen von Hanau, die über das Patronatsrecht in Weiskirchen verfügten, zunächst zum lutherischen und dann zum calvinistischen Glauben über. Damit einhergehend wurden zeitweise reformierte Priester in die katholisch gebliebene Pfarrei berufen.
Durch den Dreißigjährigen Krieg ab 1618 und den vier Jahre später folgenden Ausbruch der Pest brach über Weiskirchen sowie die gesamte Region großes Elend aus. In ihrer Not wandte sich die Bevölkerung in Weiskirchen, wie in vielen anderen Regionen Europas auch, dem heiligen Rochus zu und die Rochusverehrung setzte in Weiskirchen ein. Die Gemeinde legte 1702 das Rochusgelübde ab, das den Grundstein für die bis heute jährlich stattfindende Wallfahrt zum Rochusfest in den Nachbarort Hainhausen legte. Auch das Patrozinium der Pfarrkirche Hainhausens zeugt noch heute davon.
Infolge der napoleonischen Besatzung zu Beginn des 19. Jahrhunderts wurde der Kurstaat Mainz, zu dem Weiskirchen seit 1425 gehörte, aufgelöst. Die Gemeinde Weiskirchen wurde Teil des Großherzogtums Hessen-Darmstadt und die Pfarrei in die neu geschaffene Diözese Mainz eingegliedert.

### Entwicklung seit dem 19. Jahrhundert

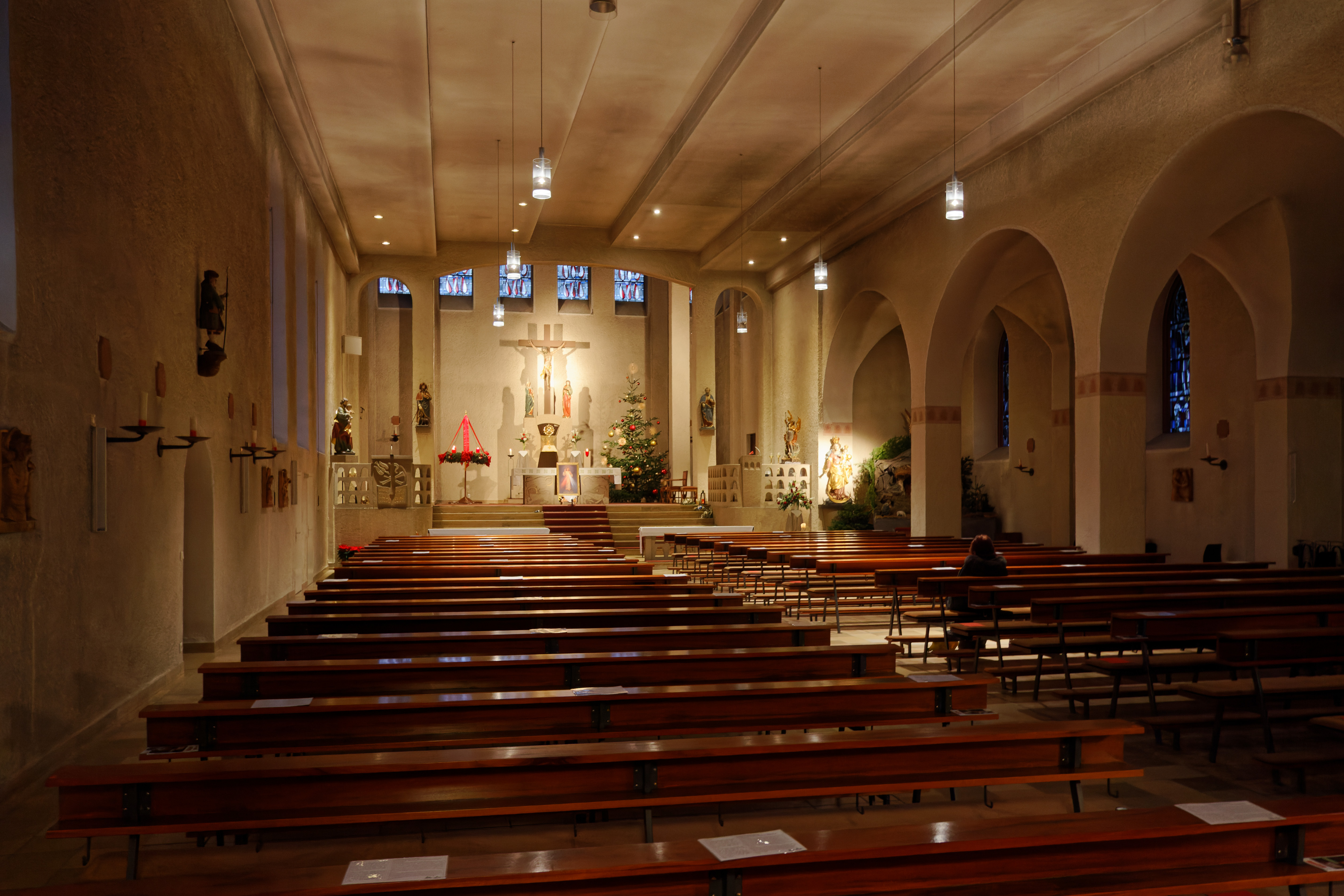
Innenansicht in der Weihnachtszeit

In den Jahren 1890–1893 wurde die Pfarrkirche unter Pfarrer Franz Spreng durch einen Anbau vergrößert, da sie für die wachsende Bevölkerung zu klein geworden war. Die Filialgemeinden Hainhausen und Rembrücken mussten sich an den Baukosten beteiligen. Das Langhaus wurde bis auf die Grundmauern abgetragen und ein größerer Querbau in schlichten, neuromanischen Formen in Südrichtung errichtet. Bischof Paul Leopold Haffner weihte die Kirche am 15. Oktober 1893 – einen Tag nach der Rochuskirche in Hainhausen, deren Neubau ebenfalls 1890–1893 errichtet worden war.
Während des Zweiten Weltkriegs wurde die Kirche am 26. November 1943 von britischen Brandbomben getroffen, sodass sie völlig ausbrannte. Das Gebäude wurde in den Jahren 1947–1949 wieder aufgebaut. Bis dahin wurden die Gottesdienste im Saal des Schwesternhauses des Ordens der Göttlichen Vorsehung gefeiert. Im April 1949 fand der erste Gottesdienst in der Kirche statt. Fünf Jahre später läuteten erstmals wieder Glocken im Kirchturm.
Eine Erweiterung der Kirche wurde notwendig, weil die Bevölkerung nach Kriegsende zunahm, auch durch den Zuzug vieler überwiegend katholischer Heimatvertriebener. Der Anbau in nördlicher Richtung wurde 1956 unter Pfarrer Wilhelm Engel abgeschlossen. Die Kirchweihe durch Bischof Albert Stohr fand am 29. Januar 1956 statt. Eine Innen- und Außenrenovierung folgte 1984 unter Pfarrer Albert Rißberger.

## Ausstattung

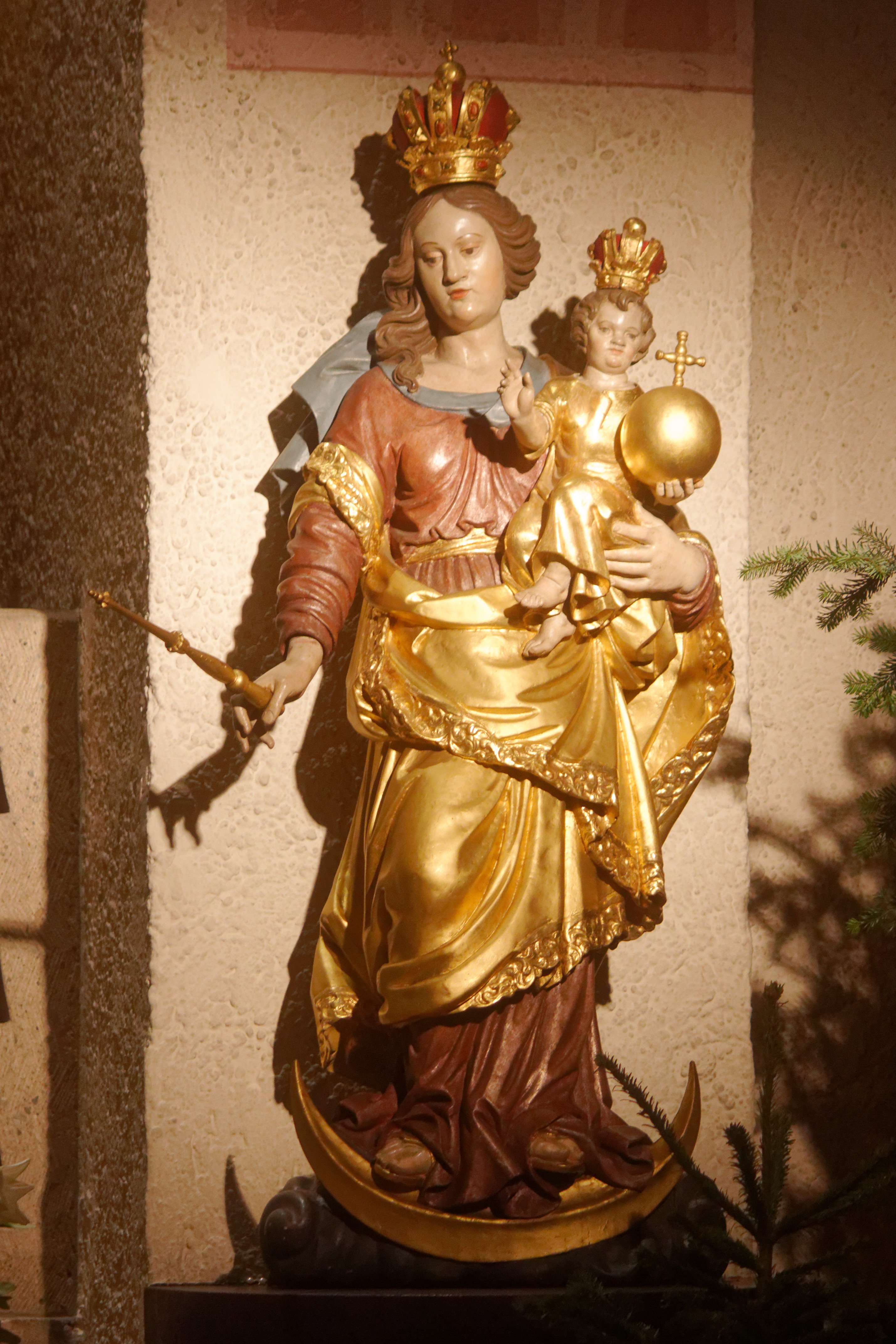
Madonna aus dem Jahr 1692

Die Kirche beherbergt eine Kreuzigungsgruppe über dem Hochaltar von 1496 sowie ein gotisches Sakramentshaus aus Stein (ebenfalls aus dem 15. Jahrhundert), das sich im „alten Chor“ befindet. Aus dem Jahr 1692 ist eine barocke Madonna erhalten.
Über dem Eingang von der Kirche zum Glockenturm befindet sich eine Figur des heiligen Wendelin. Aus dem frühen 17. Jahrhundert besitzt die Kirche ein Kreuz, das der in Weiskirchen geborene Seligenstädter Pfarrer Wolfgang Jäger seiner Heimatgemeinde stiftete. Zum „Kirchenschatz“ gehört unter anderem eine gotische Turmmonstranz aus dem 15. Jahrhundert.
Vor dem Pfarrhaus  in der Nähe der Kirche steht eine Statue des heiligen Nepomuk mit sitzendem Putto aus dem Jahr 1737.